# Khai phá khái niệm
Khai phá khái niệm (hay còn gọi là khai thác khái niệm, tiếng Anh: concept mining) là một hoạt động mà các kết quả có được trong quá trình rút trích các khái niệm từ các văn bản. Các giải pháp cho tác vụ này điển hình liên quan đến các khía cạnh của trí tuệ nhân tạo và thống kê, chẳng hạn như khai phá dữ liệu và khai thác văn bản.
Bởi vì các văn bản thường là một chuỗi cấu trúc từ và ký tự rời rạc (hơn là các khái niệm rõ ràng), vấn đề bài toán khai phá dữ liệu có tính chất không tầm thường, nhưng nó có thể cung cấp những hiểu biết sâu sắc về ý nghĩa, nguồn gốc và sự tương tự của các tài liệu.